# جاكوب ايسبوسيتو
جاكوب ايسبوسيتو (بالإنجليزية: Jacob Esposito)‏ (13 مايو 1995 - ) هو لاعب كرة قدم أسترالي في مركز الدفاع. لعب مع نيوكاسل يونايتد جتس.

## وصلات خارجية
- جاكوب ايسبوسيتو على موقع قاعدة بيانات كرة القدم.إي يو (الإنجليزية)
- جاكوب ايسبوسيتو على موقع Soccerway.com (الإنجليزية)